# City of London School for Girls
La City of London School for Girls (CLSG) est une école indépendante de Londres, partenaire de l'école de garçons City of London School et de la City of London Freemen's School. Elle est membre de la Conférence des directeurs et des directrices (HMC) et de la Girls' Schools Association.

## Histoire
L'école est fondée en 1881 grâce à un legs de William Ward, un marchand de Brixton, qui souhaite ainsi financer une école de filles à Londres, et ouvre en septembre 1894, à Carmelite Street. En 1894, 53 élèves sont inscrites, elles sont 93 à la rentrée suivante. L'école est alors dirigée par Miss Alice Belgrave, qui enseigne également les lettres classiques, les mathématiques et les langues vivantes, et encourage les élèves à préparer les examens d'entrée à l'université. La corporation de Londres donne une bourse pour les élèves dont les familles ne peuvent pas payer la scolarité et le premier journal de l'école paraît en 1897. Un terrain de sport est installé en 1905. Ethel Strudwick devient directrice en 1914. Elle encourage les élèves à avoir des activités sociales durant la Première Guerre mondiale et crée des laboratoires de sciences et des salles de musique, rejointes en 1920 par un laboratoire de physique-chimie. En 1924, l'école compte environ 300 élèves. Miss Hilda Bugby est nommée directrice en 1927, elle est assistée par Julia Turner, qui est enseignante à la CLS depuis l'origine et lui succède en 1932. Ellen Winters devient directrice en 1937. L'école ouvre une annexe sur la Tudor Street en janvier 1939 et accueille désormais 400 élèves. Miss Winters conduit l'évacuation de 200 élèves de l'école à Ashtead dans le Surrey, en septembre 1939, puis à Keighley dans le Yorkshire. En 1944, l'école célèbre son cinquantenaire, marqué par un service à la cathédrale Saint-Paul. Gladys Colton est principale de 1949 à 1972. L'école devient trop exiguë et la première pierre des nouveaux bâtiments est posée par le maire de Londres le 29 mars 1965. L'école  s'installe dans ses nouveaux bâtiments à Barbican, inaugurés par la princesse Alexandra, en septembre 1969. Diverses personnalités se succèdent à la direction de l'école, Lily Mackie (1972), Valerie France (1986), Yvonne Burne (1995), Diana Vernon (2007), Ena Harrop (2014), Jenny Brown (2019). L'école a 670 élèves en 1986. La reine Élisabeth II visite l'école le 14 octobre 1994 pour le centenaire.
L'école est toujours administrée par la Corporation de la Cité de Londres, et le conseil des gouverneurs est nommé par la Court of Common Council.
L'école s'installe dans de nouveaux bâtiments classés Grade II dans le quartier de Barbican en 1969.
L'école est organisée selon un système de maisons. Les quatre maisons sont Fleet (après Fleet Street), Tudor (après Tudor Street), St. Bride (après l'église St. Bride sur Fleet Street), et Ward (après William Ward, le fondateur de l'école).
Depuis septembre 2019, l'école est dirigée par Jenny Brown.

## Personnalités liées à l'école

### Directrices de l'école
- Ethel Strudwick de 1910 à 1927.

### Élèves
- Wilhelmina Hay Abbott, suffragette
- Dido Armstrong, chanteur
- Margaret Boden, scientifique
- Fiona Caldicott, psychiatre et psychothérapeute, directrice du Somerville College, Oxford
- Romola Garai, actrice
- Jess Greenberg, musicienne
- Sarah B. Hart, mathématicienne
- Hermione Lee, professeure d'anglais à l'université d'Oxford, présidente du Wolfson College
- Megan Lloyd George, femme politique
- Georgina Mace DBE FRS
- Mary Nighy, actrice
- Ella Purnell, actrice
- Margaret Turner-Warwick, première femme présidente du Royal College of Physicians
- Sophie Winkleman, comédienne